# Stig-Are Eriksen
Stig-Are Eriksen (* 6. Februar 1970) ist ein früherer norwegischer Biathlet.
Stig-Are Eriksen gehörte in der zweiten Hälfte der 1990er Jahre zum norwegischen Nationalkader. Zunächst wurde er in nationalen Rennen und auf europäischer Ebene eingesetzt. Bei den Biathlon-Europameisterschaften 1997 in Windischgarsten gewann er mit Kjetil Sæter, Lars-Sigve Oftedal und Kjell Ove Oftedal im Staffelrennen die Bronzemedaille. Ein Jahr später konnte der Norweger in Minsk mit Sæter, Kim Skutbergsveen und Bård Mjølne sogar Silber hinter der Staffel aus Deutschland gewinnen. Im Weltcup kam Eriksen erst in seiner letzten aktiven Saison 1999/2000 zum Einsatz, in der er bei der ersten bis zur sechsten Weltcupstation zum Einsatz kam. Punkte konnte er in seinen Einzelrennen nicht erreichen. Bestes Ergebnis war ein 31. Platz bei einem Verfolgungsrennen in Oberhof. Mit der norwegischen Staffel konnte er in seinem letzten Weltcuprennen in Antholz an der Seite von Halvard Hanevold, Egil Gjelland und Sylfest Glimsdal als Schlussläufer als Drittplatzierter das Podium erreichen.
National war Eriksen äußerst erfolgreich, wenngleich er nie eine Medaille in einem Einzelrennen gewinnen konnte. Mit der Staffel und der Mannschaft aus Troms, zu der unter anderem bei verschiedenen Zusammensetzungen häufig auch Terje Aune, Bjørn Tore Berntsen und Tor Espen Kristiansen gehörte. Den Titel mit der Staffel gewann er 1995, 1996 und 1999, Silber gewann er 1998. Mit der Mannschaft war er noch erfolgreicher. Erstmals wurde er hier 1991 Meister, weitere Titel kamen 1992 und 1995 hinzu. Vizemeister mit der Mannschaft wurde Eriksen 1996 und 1997, Dritter 1994.

## Biathlon-Weltcup-Platzierungen
Die Tabelle zeigt alle Platzierungen (je nach Austragungsjahr einschließlich Olympische Spiele und Weltmeisterschaften).
- 1.–3. Platz: Anzahl der Podiumsplatzierungen
- Top 10: Anzahl der Platzierungen unter den ersten zehn (einschließlich Podium)
- Punkteränge: Anzahl der Platzierungen innerhalb der Punkteränge (einschließlich Podium und Top 10)
- Starts: Anzahl gelaufener Rennen in der jeweiligen Disziplin

| Platzierung | Einzel | Sprint | Verfolgung | Massenstart | Team | Staffel | Gesamt |
| ----------- | ------ | ------ | ---------- | ----------- | ---- | ------- | ------ |
| 1. Platz    |        |        |            |             |      |         |        |
| 2. Platz    |        |        |            |             |      |         |        |
| 3. Platz    |        |        |            |             |      | 1       | 1      |
| Top 10      |        |        |            |             |      | 1       | 1      |
| Punkteränge |        |        |            |             |      | 1       | 1      |
| Starts      | 2      | 5      | 3          |             |      | 1       | 11     |